# Arash Sadeghi

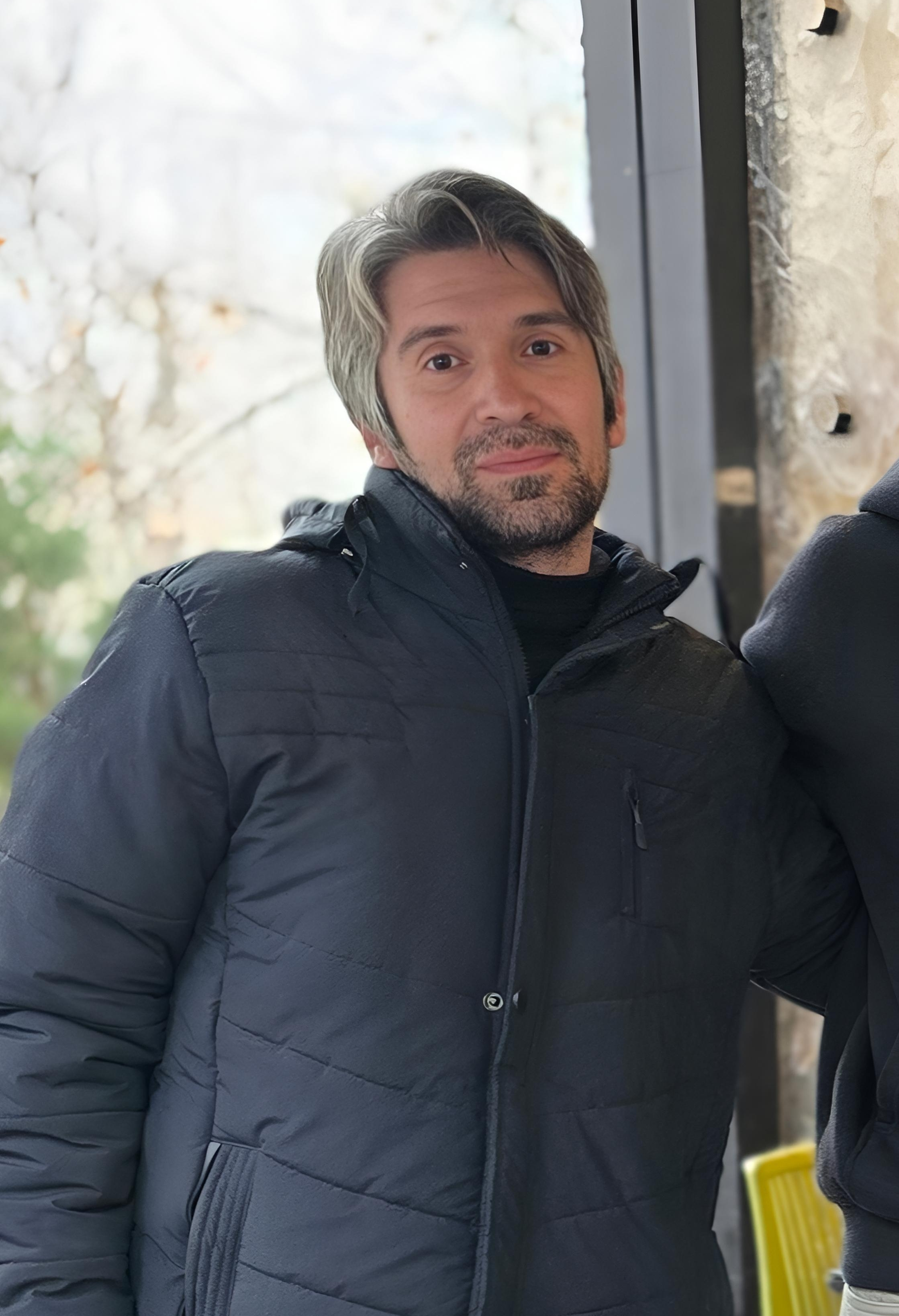
Arash Sadeghi (2025)

Arash Sadeghi (persisch آرش صادقی Arasch Sadeghi) ist ein iranischer Menschenrechtsaktivist und politischer Gefangener, der für seinen langen Hungerstreik (mehr als 68 Tage) als Protest gegen die unberechtigte Inhaftierung seiner Frau bekannt wurde. Arash war Student der Allameh Tabatabaei Universität in Teheran. Er wurde wegen seiner politischen Aktivitäten von der Universität suspendiert.

## Politische Aktivitäten
Arash Sadeghi setzte sich an seiner Universität für demokratische Grundrechte im Iran ein.

### Tod seiner Mutter bei Razzia
Arash Sadeghi wurde erstmals am 9. Juli 2009 nach der Präsidentschaftswahl im Iran 2009 aufgrund seiner Proteste gegen Mahmud Ahmadineschad verhaftet. Nach 90 Tagen wurde er aus der Haft entlassen. Im Dezember desselben Jahres wurde er erneut inhaftiert.
Bei einer Razzia im Jahr 2010 durchsuchten Sicherheitsbeamten der iranischen Regierung das Haus seiner Familie. Arash Sadeghi wurde nicht angetroffen. Seine Mutter erlitt bei der Razzia einen Herzinfarkt und verstarb wenige Tage später im Krankenhaus. Die an der Aktion beteiligten Sicherheitskräfte leisteten keine Erste Hilfe und unterließen es, einen Notarzt zu verständigen.

### Anklage 2013 und 2016
Im Jahr 2013 wurde er zu 19 Jahren Haft wegen „Propaganda gegen die Regierung, Verleumdung des obersten Führers und Drohung gegen die nationale Sicherheit“ verurteilt.
Arash trat am 24. Oktober 2016 in einen Hungerstreik, um gegen die Verhaftung seiner Frau zu protestieren. Seine Frau Golrokh Ebrahimi Iraee war wegen einer unveröffentlichten Kurzgeschichte (über Steinigungen im Iran) in Haft genommen worden. Die Kurzgeschichte hatte Golrokh Ebrahimi Iraee handschriftlich in ihrem persönlichen Tagebuch notiert, das bei einer Razzia von Sicherheitsbeamten der Regierung beschlagnahmt worden war. Sie hatte auch Facebook-Beiträge über politische Gefangene gepostet. Das Revolutionsgericht Teheran verurteilte Golrokh Ebrahimi Iraee zu sechs Jahren Haft wegen „Beleidigung der islamischen Heiligkeiten“ und „Verbreitung von Propaganda gegen das System.“ Sie wurde in Abwesenheit verurteilt, da sie sich am Tag der Verhandlung aufgrund einer Erkrankung im Krankenhaus befand und das Gericht ihren Antrag auf Vertagung der Verhandlung abgelehnt hatte.
Nach eigenen Angaben wurden Arash Sadeghi und Golrokh Ebrahimi Irae im Gefängnis gefoltert und auf andere Weise misshandelt, teilte Amnesty International mit.
Die Menschenrechtsbeauftragte der Bundesregierung Bärbel Kofler forderte daraufhin den Iran auf, „faire, rechtsstaatliche Verfahren“ für Golrokh Ebrahimi Iraee und weitere inhaftierte Regierungsgegner zu garantieren und die Meinungsfreiheit nicht einzuschränken. „Solange dies nicht gewährleistet ist, sind die Betroffenen aus der Haft zu entlassen.“

### Twitter-Kampagne
Am 68. Tag seines Hungerstreiks starteten iranische Twitter-Nutzer eine breite Kampagne um auf den kritischen Zustand von Arash Sadeghi aufmerksam zu machen. Die Sensibilisierungskampagne führt den Hashtag #SaveArash. #SaveArash war am 30. Dezember 2016 weltweit Nummer 1 Trend auf Twitter.